# Livadarka
Livadarka je usamljeno drvo koje raste na livadi. Za razliku od drveća koje raste u šumi, ovo drvo prima daleko više sunca i zato sporije raste tj. ne mora da se bori sa drugim drvećem da bi došlo do svetlosti. Izloženije je svetlosti, pa prima više toplote u poređenju sa drvećem u šumi, a gusta krošnja štiti i samo drvo od prekomerne toplote ali i tlo ispod, kako voda iz tla ne bi suviše brzo isparavala. Vetar je takođe jedan od razloga zbog čega livadarka sporije raste, obzirom da nije zaštićena okolnim drvećem.
Zbog svega toga grane ovog drveta su duž stabla gušće postavljene, što za posledicu ima da su daske od livadarke pune čvorova. Naročito kada se livadarka koristi kao građevinsko drvo (jele, smrče...) veliki broj čvorova je nepovoljan, jer vremenom čvorovi se suše i ispadaju.